# Навоне, Мариано
Мариано Навоне (исп. Mariano Navone, род. 27 февраля 2001, 9 Июля, Буэнос-Айрес, Аргентина) — аргентинский профессиональный теннисист. Единственный теннисист в истории Открытой эры, который был посеян на своём дебютном турнире Большого шлема.

## Спортивная карьера
В 2023 году Навоне выиграл пять титулов ATP Challenger в одиночном разряде.
Аргентинец дебютировал на Открытом чемпионате Кордовы 2024 года в качестве игрока с wildcard. Он также прошёл квалификацию на следующий латиноамериканский турнир на Открытый чемпионат Аргентины 2024 года.

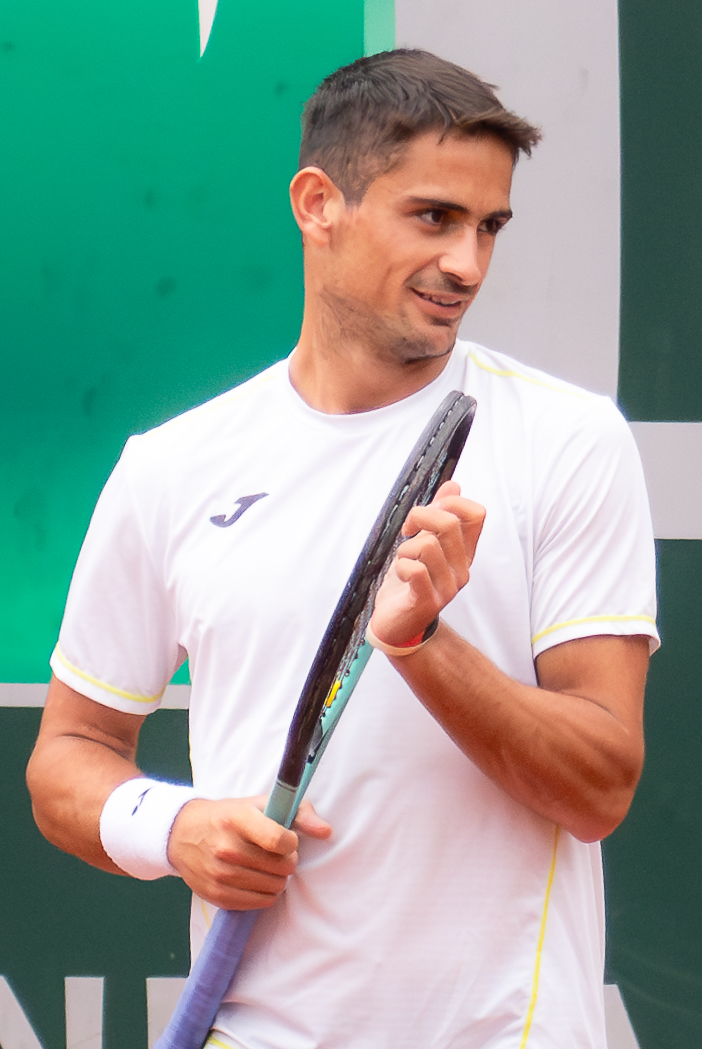
Ролан Гаррос 2024 года

Имея 113-е место в рейтинге АТР, Навоне квалифицировался на свой первый турнир ATP 500 на Открытом чемпионате Рио-де-Жанейро в 2024 году и сразу же сумел выйти в финал, по ходу турнира одержал победы над соотечественником Федерико Кориа, Янником Ханфманном, Жуаном Фонсекой, а также вторым сеянным Кэмероном Норри. В финале он уступил соотечественнику Себастьяну Баэсу. Навоне стал первым участником квалификации, который вышел в финал ATP 500 после Иржи Веселы в Дубае в 2022 году.
На турнире в Марокко, посеянный под седьмым номером Навоне дошёл до полуфинала, победив Азиза Дугаза, Стэна Вавринку и Александра Вукича. В схватке за выход в финал уступил будущему чемпиону Маттео Берреттини.
На Открытом чемпионате Бухареста в апреле 2024 года Навоне одержал победы над Лучано Дардери, Тьяго Сейботом Вилдом, Франсиской Серундоло и Грегуаром Баррером. Аргентинец вышел в свой второй финал ATP в карьере. В решающем поединке уступил Мартону Фучовичу из Венгрии. В Мадриде, где он дебютировал на Мастерсе, Мариано вышел во второй раунд, победив Алексея Попырина.
В мае 2024 года на Открытом чемпионате Франции по теннису Навоне дебютировал на турнирах Большого шлема, сразу будучи сеянным игроком под 31-м номером. Это первый в истории Открытой эры случай, когда теннисист дебютировал в основной сетке турнира Большого шлема сразу сеянным. В первом круге Навоне обыграл в 4 сетах Пабло Карреньо Бусту, а во втором круге в 5 сетах уступил Томашу Махачу.
На трёх турнирах на траве, включая Уимблдон, проиграл все три матча, не взяв ни сета. На Олимпийских играх в Париже во втором круге проиграл будущему бронзовому призёру Лоренцо Музетти.
На Открытом чемпионате США обыграл в первом круге Даниэля Альтмайера, а затем уступил в 3 сетах Дэниелу Эвансу. На осенних турнирах 2024 года ни разу не сумел выиграть более одного матча. Завершил сезон на 47-м месте в рейтинге.

## Рейтинг на конец года
| Год  | Одиночный рейтинг | Парный рейтинг |
| 2023 | 47                | 298            |
| 2023 | 125               | 728            |
| 2022 | 243               | 537            |
| 2021 | 561               | 565            |
| 2020 | 760               | 1553           |
| 2019 | 898               | 1628           |

## Выступления на турнирах

### Финалы турнировATPв одиночном разряде (2)

#### Поражения (2)
| Легенда                     |
| --------------------------- |
| Турниры Большого шлема (0)* |
| Итоговый турнир ATP (0)     |
| ATP Мастерс 1000 (0)        |
| АТР 500 (0)                 |
| АТР 250 (0)                 |

| Титулы по покрытиям | Титулы по месту проведения матчей турнира |
| ------------------- | ----------------------------------------- |
| Хард (0)            | Зал (0)                                   |
| Грунт (0)           | Зал (0)                                   |
| Трава (0)           | Открытый воздух (0)                       |
| Ковёр (0)           | Открытый воздух (0)                       |

* количество побед в одиночном разряде.
| №  | Дата         | Турнир                   | Покрытие | Соперник в финале | Счёт    |
| 1. | февраль 2024 | Рио-де-Жанейро, Бразилия | Грунт    | Себастьян Баэс    | 2-6 1-6 |
| 2. | апрель 2024  | Бухарест, Румыния        | Грунт    | Мартон Фучович    | 4-6 5-7 |